# Sommarlek (film, 2004)
Sommarlek är en svensk kortfilm från 2004 i regi av Axel Danielson. Den var ett examensarbete vid Högskolan för fotografi och film i Göteborg. Den hade premiär i december 2004 och visades första gången på tv den 6 juni 2005 i SVT1.

## Handling
Det är julieftermiddag, hettan får skuggorna att skälva under träden. En man placerar sitt gevär bredvid sig i bilen. En flickas cykel river upp dammoln i gruset på vägen.
En pojke är på väg mot stunden då han ska passera skiljelinjen mellan lek och allvar.
Tre människor, en plats. Mellan dem breder sädesfältet ut sig, flugorna surrar i solgasset och änderna i dammen intill böjer huvudena under vattenytan. Men vid horisonten byggs molnen upp till mörka torn.
De möts inte, de fattar egna beslut och deras handlingar påverkar ingen annan än de själva. Ändå ska de alla tre, när regnet kommer denna eftermiddag, ha ställts inför sig själva.

## Rollista (urval)
- Josef Cahoon - pojken
- Niclas Larsson - ledarpojken
- Anna Åhlander - flickan
- Olof Bergström - jägaren
- Bengt C.W. Carlsson - jägare

## Musik i filmen
- Sommarlek, musik Magnus Jarlbo
- Jägarjazz, musik Magnus Jarlbo

## Priser och filmfestivaler

### Utmärkelser
GRAND PRIX – Independent Competition, Jutro Filmu, Warzaw – Poland GRAND PRIX – Sleepwalkers Student Film Festival, Estonia
BALTIC HERRING AWARD - Blue Sea Short Film Festival – Finland BEST INTERNATIONAL SHORT FILM, Novara Cine Festival – Italy
BEST INTERNATIONAL SHORT FILM –  Anonimul International Film Festival –Romania BEST STUDENT FILM – "Manaki Brothers" Int. Film Festival – Republic of Macedonia.
BEST STUDENT FILM - Blue Sea Film Festival – Finland BEST FICTION – FIDEC, Youth Jury, Intern. School Film Festival, Huy – Belgium
BEST FILM, AUDIENCE AWARD – Potenza International Film Festival – Italy JURY SPECIAL AWARD- Belgrade International Festival of Student Film – Serbia & M.N HONORARY AWARD - NO WORDS - International short film competition, Bolzano – Italy
HONORARY AWARD – Sopot Short Film Festival – Poland HONORARY MENTION – Imaginara Film Festival, Conversano – Italy
HONORARY MENTION – International festival of young filmmakers, Miskolc – Hungary

### Tävlingar
Clermont-Ferrand Short Film Festival, France Short Cuts Cologne, Germany
Funtup Film Festival – USA
Young Guns Film Festival – Singapore Tabor Short Film Festival - Croatia
Karlovy Vary, Fresh School Film Festival - Czech Republic.
Zimbabwe International Film Festival - Zimbabwe Next Reel Film Festival, New York University - USA
Festival International du Film d'Aubagne – France Euganea Movie Movement, International Short Film Festival - Italy
VideoLisboa, International Film Festival – Portugal Next Reel, New York University International Student Film Festival - USA
Mecal International Short Film Festival, Barcelona - Spain Umeå International Film Festival - Sweden
Panorama of Independent Film, Athens – Greece Interfilm International Short Film Festival, Berlin - Germany
DokumentART, European Film Festival, Neubrandenburg - Germany Con-Can Movie Festival, Tokyo – Japan
Tirana International Film Festival – Albania Kinofilm - Manchester International Short Film Festival - U.K. 

### Visningar
St.Petersburg Student Film Festival Göteborg Film Festival (Graduation Film session) - Sweden
Skånska Filmdagarna - Sweden Illumenation, European Student Film Festival – Finland